# Oláhgyepes
Oláhgyepes (Gepiș), település Romániában, a Partiumban, Bihar megyében.

## Fekvése
A Király-erdő nyúlványai alatt, Magyarcsékétől nyugatra, Félixfürdőtől délre, Miklóirtás, Vasand és Rózsafalva közt fekvő település.

## Története
Oláhgyepes, Gyepes nevét 1338-ban említette először oklevél p. Chepusteluk néven.
1411-ben Gyepes, 1583-ban Olahgiepes, 1600-ban Olah Geopeos, 1808-ban Gyepes (Oláh-), Zsepis, 1888-ban Oláh-Gyepes, 1913-ban Oláhgyepes néven írták.
Oláhgyepes egykori földesura a nagyváradi 1. sz. püspökség volt, mely még a 20. század elején is birtokos volt itt.
1851-ben Fényes Elek írta a településről:
Gyepes (Oláh-Gyepes), apró dombos helyen: 622 óhitű lakossal, s  óhitű
anyatemplommal. Határa 2200 hold, ... Birja a váradi deák püspök.
Birtokosa a nagyváradi 1. sz. püspökség volt, mely itt még a 20. század elején is birtokos volt.
1910-ben 722 lakosából 671 román, 45 cigány volt. Ebből 716 görögkeleti ortodox volt.
A trianoni békeszerződés előtt Bihar vármegye Tenkei járásához tartozott.

## Nevezetességek
- Görög keleti ortodox temploma – 1888-ban épült.